# Lijst van Hilton Worldwide Hotels in de Verenigde Staten
Dit is een lijst van hotels van Hilton Worldwide.

## A
- Hilton Anaheim

## B
- Beverly Hilton Hotel

## D
- Doubletree Guest Suite Resort

## L
- Las Vegas Hilton

## N
- Hilton New York

## W
- Waldorf-Astoria Hotel
- Hilton Walt Disney World